# XII. dinasztia
Az Ókori Egyiptom XII. dinasztiája Kr. e. 1991-től Kr. e. 1802-ig irányította az országot. Ez idő alatt 7 fáraót és 1 fáraónőt adott Egyiptomnak. Mint a listából látható, egyes uralkodók uralkodási ideje részben átfedi egymást – ez a társuralkodói rendszer segítségével volt lehetséges.
- I. Amenemhat (ur.: Kr. e. 1991 – Kr. e. 1962)
- I. Szenuszert (ur.: Kr. e. 1971 – Kr. e. 1926)
- II. Amenemhat (ur.: Kr. e. 1926 – Kr. e. 1895)
- II. Szenuszert (ur.: Kr. e. 1895 – Kr. e. 1878)
- III. Szenuszert (ur.: Kr. e. 1878 – Kr. e. 1839)
- III. Amenemhat (ur.: Kr. e. 1860 – Kr. e. 1814)
- IV. Amenemhat (ur.: Kr. e. 1815 – Kr. e. 1806)
- Szobeknoferuré (ur.: Kr. e. 1806 – Kr. e. 1802)